# Militär-Sanitäts-Ehrenzeichen
Das Militär-Sanitäts-Ehrenzeichen wurde am 8. November 1812 von König Maximilian I. Joseph von Bayern in Gold und Silber gestiftet und konnte allen Militärpersonen verliehen werden, die sich in Kriegszeiten auf dem Schlachtfeld oder in Lazaretten unter Lebensgefahr der Versorgung Verwundeter und Kranken ausgezeichnet haben.
Die Vorderseite zeigt das nach links gewandte Brustbild des Stifters in Generalsuniform mit der Umschrift MAXIMILIANUS JOSEPHUS REX BOIOARIAE (Maximilian Joseph König von Bayern). Rückseitig ist, von einem Lorbeerkranz umgeben, die Inschrift OB MILITES INTER PRAELIS ET ARTE ET VIRTUTE SERVATOS (Für die, die den Soldaten unter Kämpfen, Kunst und Tapferkeit helfen) zu lesen.
Getragen wurde die Auszeichnung an einem schwarzen Band auf der linken Brust.
Die Verleihung des Ordens wurde Ende 1871 eingestellt. Insgesamt wurden 40 Goldene und 75 Silberne Militär-Sanitäts-Ehrenzeichen verliehen.
Zum Beginn des Ersten Weltkriegs wurde der Militär-Sanitäts-Orden gestiftet.